# Wilde marjolein

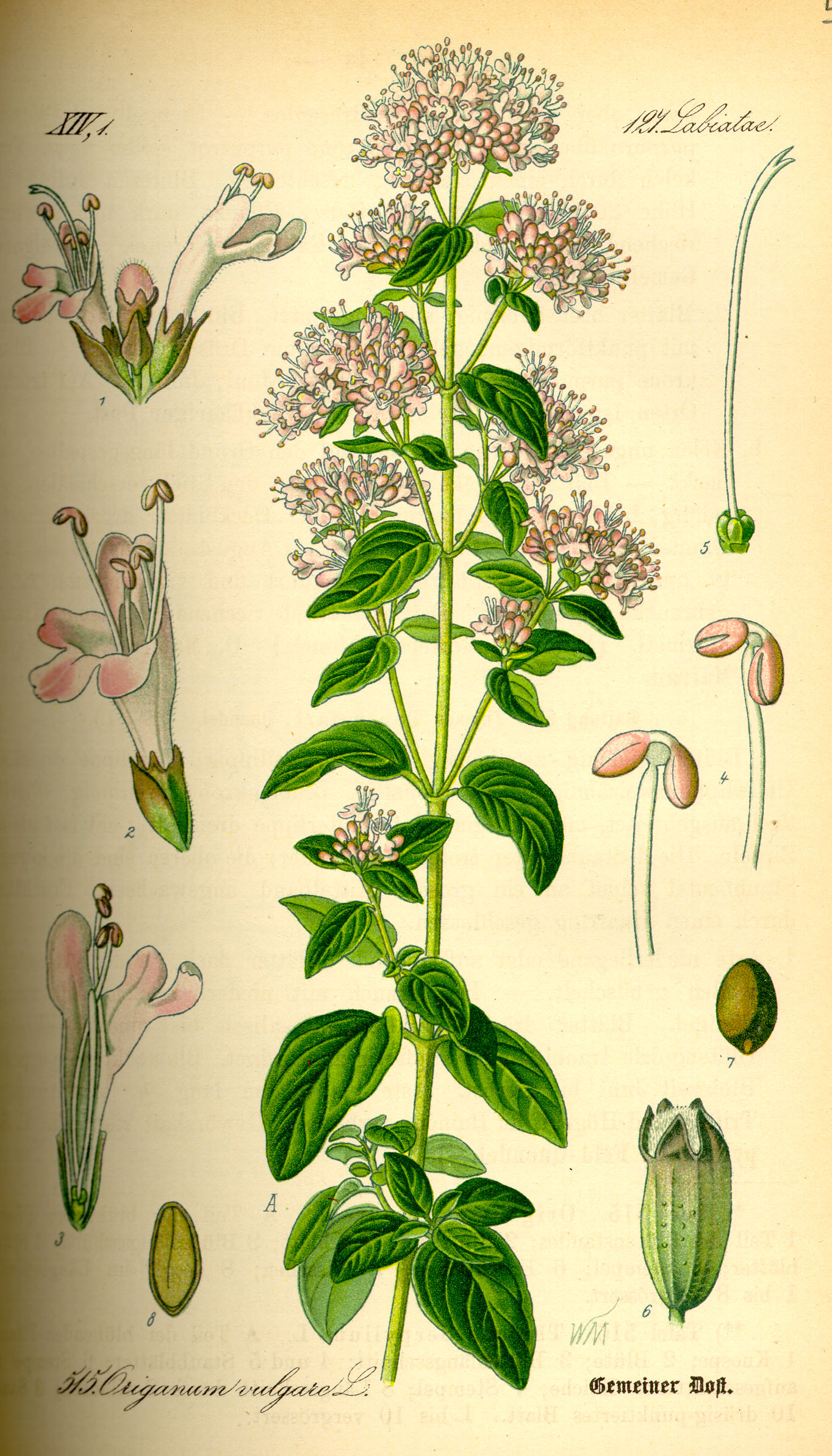
Botanische tekening van de plant

Wilde marjolein (Origanum vulgare) is een vaste plant uit de lipbloemenfamilie (Lamiaceae). Wilde marjolein staat in supermarkten en tuincentra beter bekend als oregano, maar wordt ook weleens palingkruid genoemd. De soort is in België wettelijk beschermd. Hij staat op de Nederlandse Rode lijst van planten als algemeen voorkomend en stabiel of toegenomen. In Nederland is de plant sinds 1 januari 2017 niet meer wettelijk beschermd. Wilde marjolein komt voor op iets droge, matig voedselrijke grond van vooral dijkhellingen en op kalkgrond. Het is naaste familie van echte marjolein (Origanum majorana).

## Beschrijving
De wilde marjolein groeit in gematigde streken, maar de hoeveelheid zon heeft een directe invloed op de smaak van de plant.
De plant wordt 30–60 cm hoog en heeft een behaarde, rechtopstaande, vierkante, vertakte stengel. De zijtakken zijn meestal roodachtig aangelopen. De afwisselend staande, behaarde, eironde tot langwerpige bladeren zijn gaafrandig of hebben een gekartelde bladrand en meestal een spitse top. De bladeren zijn 25–40 mm lang en 4–30 mm breed. De bladsteel is 2–7 mm lang. Op de onderkant van het blad zitten klieren. De plant kan zich door middel van enigszins verhoute uitlopers sterk vermeerderen.

### Bloei
De plant bloeit van juli tot in september met roze, zelden witte, tweeslachtige, zygomorfe bloemen, die in schermvormige pluimen staan. De vijftallige bloemkroon heeft een duidelijk tweelippige bovenlip en een drielippige onderlip. De kroonbuis is 4–6 mm lang. De vijf, donkergroene vaak met een paarse verkleuring, ongeveer 3 mm lange kelkbladen zijn vergroeid. De kelk heeft vijf tanden en is duidelijk korter dan de bloemkroon. De eironde tot elliptische schutbladen zijn donkerpaars, maar bij de witbloeiende planten groen. De vier meeldraden, waarvan er twee lang en twee kort zijn, liggen niet tegen de onderlip aan. De twee lange meeldraden steken buiten de kroonbuis. De twee vruchtbladen bestaan door een valse tussenwand uit vier hokjes en hebben een bovenstandig vruchtbeginsel met een lange stijl, die in twee stempels eindigt. De vierdelige splitvrucht bevat vier, gladde, 1 mm lange, langovale, bruine nootjes.

## Syntaxonomie
Wilde marjolein is een kensoort van de associatie van dauwbraam en marjolein (Rubo-Origanetum).
Ook is wilde marjolein een indicatorsoort voor het mesofiel hooiland (hu) subtype 'Kamgrasgrasland op kalkrijke bodem', een karteringseenheid in de Biologische Waarderingskaart (BWK) van Vlaanderen en het Brussels Hoofdstedelijk Gewest.

## Gebruik
De soort is onder meer bekend uit de Italiaanse en Griekse keuken vanwege de karakteristieke geur en smaak. De plant wordt ook in de siertuin aangeplant of uitgezaaid. Bij oregano wordt het blad gebruikt. Wilde marjolein heeft een kruidige, licht zoete smaak. Het is ook een sterk geurend kruid. Het is een van de belangrijkste bestanddelen van pizzakruiden. In Mexico is het samen met chilipoeder een van de belangrijkste bestanddelen van chili con carne-kruiden. Voedingswaarde: vitamine A en B1, kalium, calcium en fosfor.
De etherische olie van wilde marjolein (oregano) is rijk aan carvacrol, waardoor de olie antiseptische eigenschappen heeft.

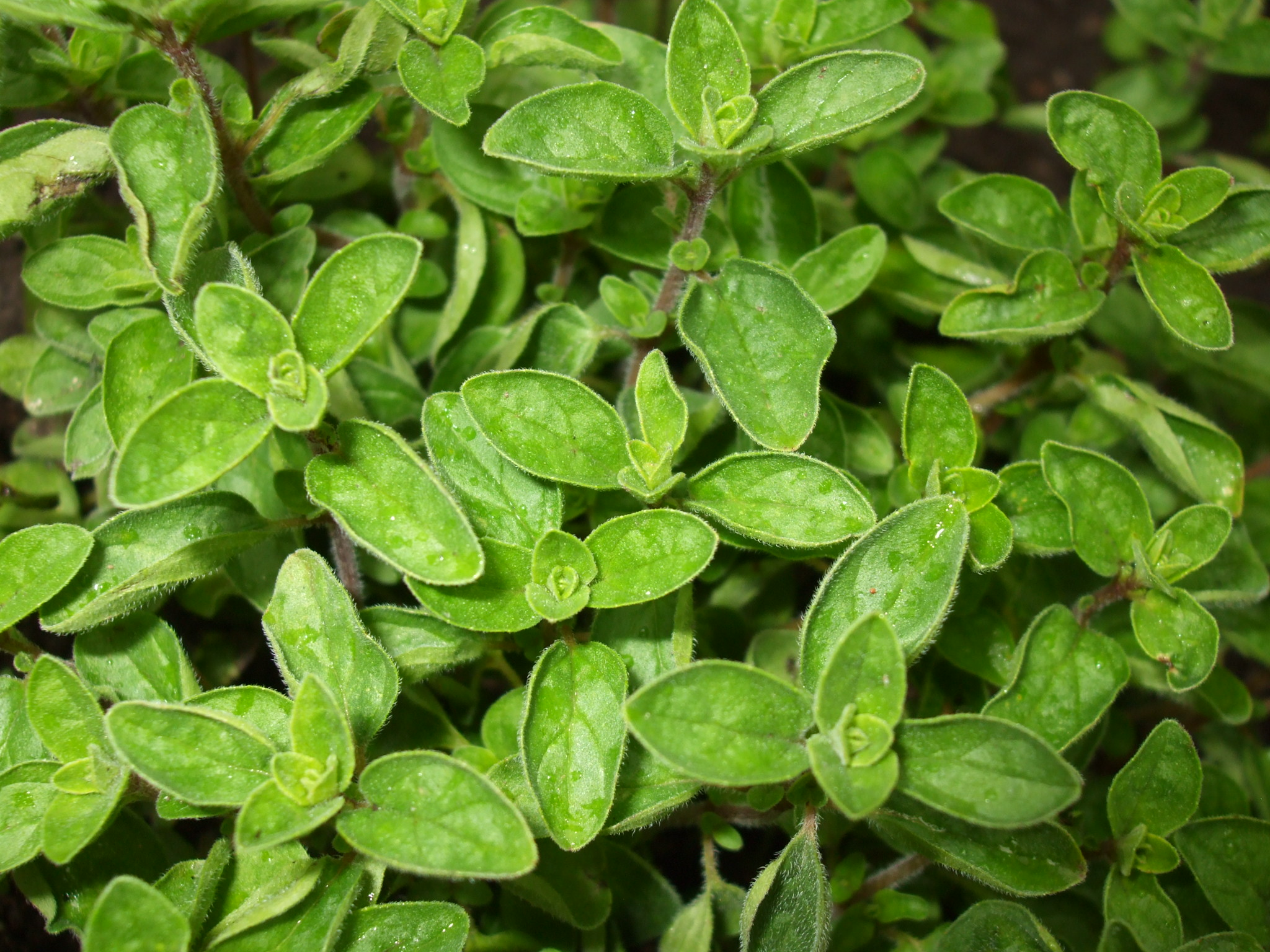
Blad
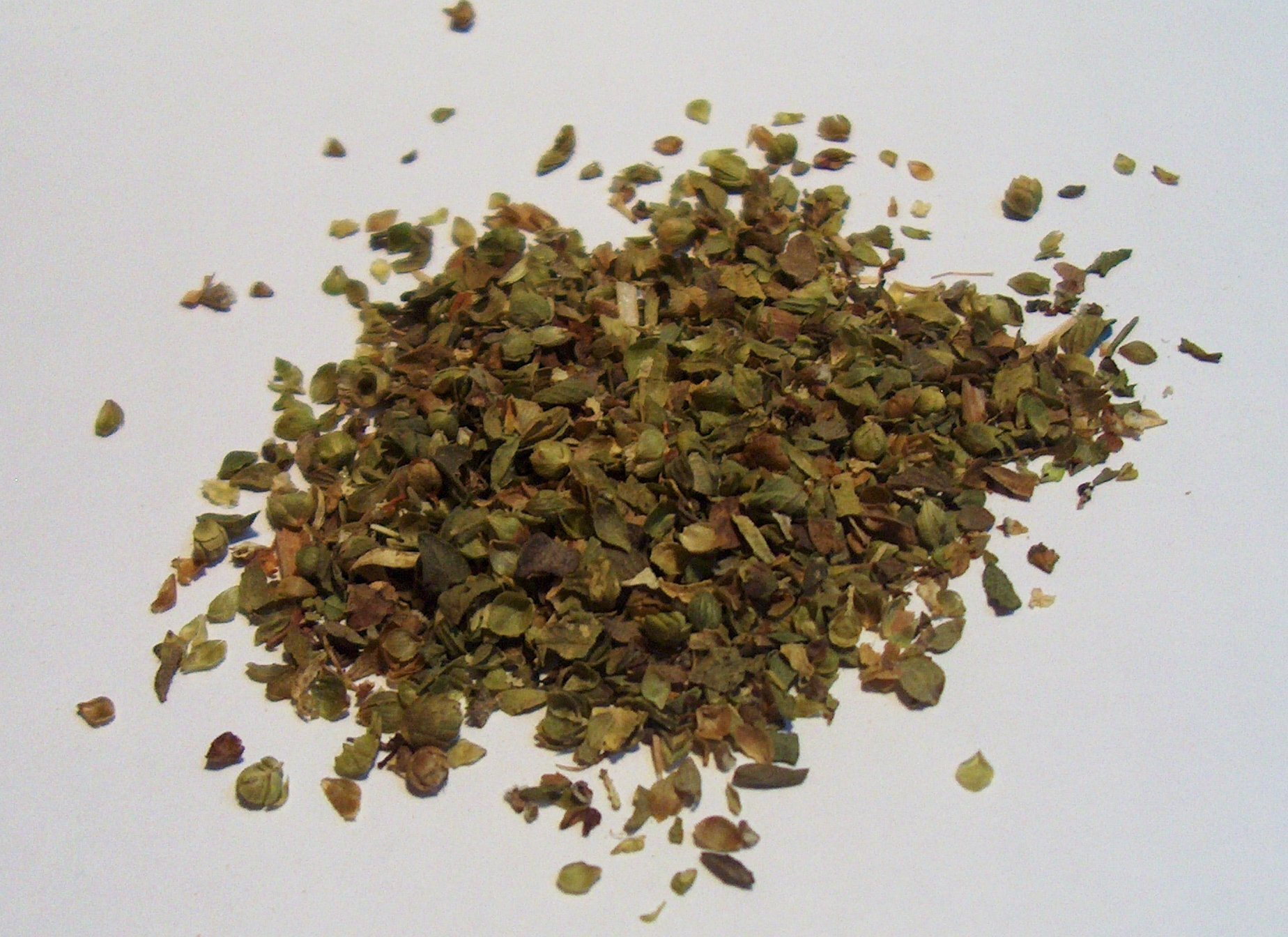
Zaad
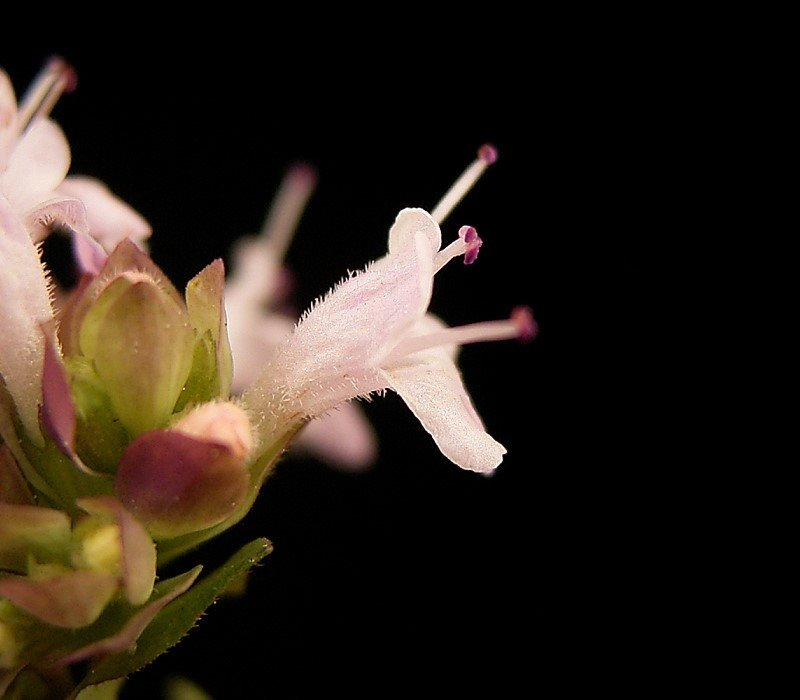
Zygomorfe bloem (zijaanzicht)
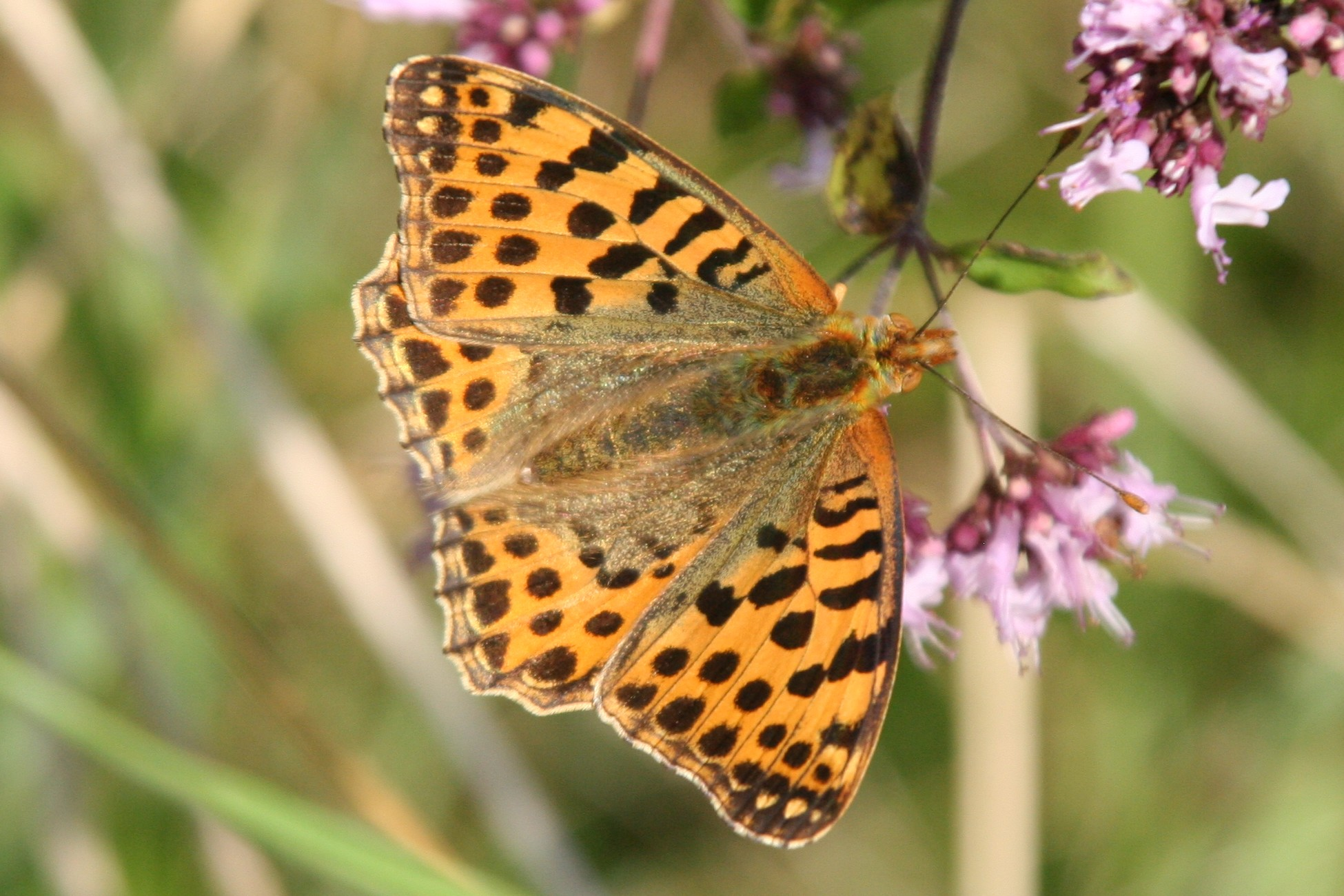
Kleine parelmoervlinder op wilde marjolein